# Serum Institute of India
Serum Institute of India è un'azienda indiana che opera nel campo delle biotecnologie.

## Storia
Fondata da Cyrus Poonawalla nel 1966 con sede a Pune in India, è attiva principalmente nello sviluppo e la creazione di farmaci, produzione di vaccini, prodotti farmaceutici e per la cura della salute. L'azienda è una filiale della holding Poonawalla Investment and Industries.
La società ha stretto una collaborazione con l'azienda farmaceutica AstraZeneca. Nel dicembre 2020 il Serum Institute of India ha chiesto l'approvazione per uso emergenziale del vaccino sviluppato con AstraZeneca, venendo approvato un mese dopo.
Il Serum Institute of India ha inoltre raggiunto un accordo con Novavax per lo sviluppo e la commercializzazione del vaccino NVX-CoV2373.